# Liste der Kulturdenkmäler in Gamle Oslo
Die Liste der Kulturdenkmäler in Gamle Oslo enthält die vom Riksantikvaren gelisteten Kulturgüter im Osloer Stadtteil Gamle Oslo. Nicht alle der gelisteten Kulturgüter stehen unter Denkmalschutz, können aber Teil eines denkmalgeschützten Ensembles sein oder ihre Veränderung muss mit dem Riksantikvaren abgesprochen werden. Die Denkmalnummer führt mit einem Link zur Beschreibungsseite kulturminnesøk des Riksantikvaren.

## Liste der Kulturdenkmäler in Gamle Oslo
| Bild                                             | Bezeichnung                                                                                           | Lage                                  | Art                                             | Datierung             | Beschreibung | Denkmal- nummer |
| ------------------------------------------------ | --- | ------------------------------------- | ----------------------------------------------- | --------------------- | --- | --------------- |
| weitere Bilder                                   | Kloster Hovedøya                                                                                      | Gamle Oslo Karte                      | Bauwerk: Kloster (Ruine)                        | 1147                  | Klosterruine | 3198            |
| BW                                               | Lavrankirche und Leprahospital (norw.: Lavranskirken og spedalskhospitalet)                           | Gamle Oslo Karte                      | Bauwerk: Kirche, humanitäre Einrichtung (Ruine) | Mittelalter           | | 12964           |
| BW                                               | Nördliches Feld, Bispegata 6                                                                          | Gamle Oslo Bispegata 6 Karte          | Bauwerk: (Ruine)                                | Mittelalter           | | 15346           |
| weitere Bilder                                   | Olavskloster                                                                                          | Gamle Oslo Karte                      | Bauwerk: Kloster (Ruine)                        | 1239 / 16. Jh.        | Dominikanerkloster | 22323           |
| BW                                               | Nonneseter Kloster                                                                                    | Gamle Oslo Karte                      | Bauwerk: Kloster (Ruine)                        | Mittelalter           | Klosterruine eines Benediktiner Frauenklosters | 32214           |
| Hallvardskathedrale (norw.: Hallvardskatedralen) | Hallvardskathedrale (norw.: Hallvardskatedralen)                                                      | Gamle Oslo Karte                      | Bauwerk: Kirche (Ruine)                         | Mittelalter           | | 42176           |
| weitere Bilder                                   | Kreuzkirche (Oslo) (norw.: Korskirken)                                                                | Gamle Oslo Karte                      | Bauwerk: Kirche (Ruine)                         | Mittelalter           | | 42177           |
| Marienkirche (Oslo) (norw.: Mariakirken)         | Marienkirche (Oslo) (norw.: Mariakirken)                                                              | Gamle Oslo Karte                      | Bauwerk: Kirche (Ruine)                         | Mittelalter           | | 42178           |
| weitere Bilder                                   | Clemenskirche (Oslo) (norw.: Clemenskirken)                                                           | Gamle Oslo Karte                      | Bauwerk: Kirche (Ruine)                         | Mittelalter           | | 51949           |
| Königshof (Oslo) (norw.: Kongsgården)            | Königshof (Oslo) (norw.: Kongsgården)                                                                 | Gamle Oslo Karte                      | Bauwerk: Schloss (Ruine)                        | Mittelalter           | | 76058           |
| weitere Bilder                                   | Fransiskanerkloster (Oslo) und Gamlebyen Kirche (norw.: Fransiskanerklosteret og Gamlebyen kirkested) | Gamle Oslo Karte                      | Bauwerk: Kloster (Ruine) und Kirche             | Mittelalter / 18. Jh. | Gamle byen Kirche ist eine gemauerte Langkirche im klassizistischen Stil, mit Turm über dem Eingang. Sie wurde auf den Grundmauern des ehemaligen Franziskanerklosters errichtet. | 84227           |
| weitere Bilder                                   | Grønland Kirche (norw.: Grønland kirke)                                                               | Gamle Oslo Grønlandsleiret 34 Karte   | Bauwerk: Kirche                                 | 19. Jh.               | | 84441           |
| weitere Bilder                                   | Kampen Kirche (norw.: Kampen kirke)                                                                   | Gamle Oslo Karte                      | Bauwerk: Kirche                                 | 19. Jh.               | | 84758           |
| BW                                               | Nikolaikirche (Oslo) (norw.: Nikolaikirken)                                                           | Gamle Oslo Karte                      | Bauwerk: Kirche (Ruine)                         | Mittelalter           | | 85131           |
| weitere Bilder                                   | Vålerenga Kirche (norw.: Vålerenga kirke)                                                             | Gamle Oslo Karte                      | Bauwerk: Kirche                                 | 20. Jh.               | steht nicht unter Denkmalschutz | 85886           |
| Gulbrandsens Haus (norw.: Gulbrandsens hus)      | Gulbrandsens Haus (norw.: Gulbrandsens hus)                                                           | Gamle Oslo, Bleikøya Karte            | Hofanlage                                       | 18. Jh. / 19. Jh.     | | 86033           |
| weitere Bilder                                   | Asyl (Oslo) (norw.: Asylet)                                                                           | Gamle Oslo Karte                      | Bauwerk: Stadthaus                              | 18. Jh.               | | 86133           |
| weitere Bilder                                   | Heggholmen fyr                                                                                        | Gamle Oslo Karte                      | Bauwerk: Leuchtturm                             | 1826                  | Gebäude 1826, Leuchtfeuer 1876 | 86144           |
| Justiskroken                                     | Justiskroken                                                                                          | Gamle Oslo Agdergata 1 Karte          | Bauwerk: Wohnhaus                               | 19. Jh.               | ältestes bewahrtes Gebäude der Holzhaussiedlung am Galgeberg, Fassade und Interiør im Empirestil | 86146           |
| weitere Bilder                                   | Oslo Ladegård                                                                                         | Gamle Oslo Oslogate 13 Karte          | Bauwerk: Herrenhaus, religiöse Einrichtung      | Mittelalter / 1725    | Das Herrenhaus wurde 1725 von Karen Toller auf den Ruinen des ehemaligen Bischofssitzes erbaut. Vom Bischofssitz ist der Gewölbekeller erhalten und im östlichen Teil des Nordflügels wurde 1950 die Bischofskapelle wiedererrichtet. Das Interieur des Herrenhauses ist im Barock und Louis-seize-Stil. Der barocke Garten wurde nach den Plänen von 1779 instand gesetzt. Heute befindet sich ein Museum im Haus. | 86158           |
| weitere Bilder                                   | Bischofssitz Oslo (norw.: Oslo bispegård)                                                             | Gamle Oslo Karte                      | Bauwerk: religiöse Einrichtung                  | Mittelalter / 19. Jh. | | 86159           |
| weitere Bilder                                   | Saxegården                                                                                            | Gamle Oslo Saxegaardsgata 17 Karte    | Bauwerk: Keller (Ruine)                         | Mittelalter           | Gewölbekeller aus dem Spätmittelalter unter dem heutigen Landhaus | 86164           |
| weitere Bilder                                   | Schweigaards gate 28                                                                                  | Gamle Oslo Schweigaards gate 28 Karte | Bauwerk: Industrieanlage                        | 1912                  | Architekt: Harald Kaas, Baumateriallager bis 1992, Brand im Jahr 2003, Jugendstilfassade wurde wiederhergestellt | 86165           |
| weitere Bilder                                   | Oslo Hospital                                                                                         | Gamle Oslo Ekebergveien 1 Karte       | Bauwerk: humanitäre Institution                 | 17. Jh. – 20. Jh.     | | 86168           |
| BW                                               | Stadthaus                                                                                             | Gamle Oslo Karte                      | archäologisches Denkmal: Ruine                  | Mittelalter           | | 88460           |
| BW                                               | Bezirkszollstelle Oslo (norw.: Oslo distriktstollsted)                                                | Gamle Oslo Karte                      | Bauwerk: öffentliche Institution                | 20. Jh.               | | 117588          |
| BW                                               | St. Halvards gate 8                                                                                   | Gamle Oslo St. Halvards gate 8 Karte  | Bauwerk: Stadthaus                              | nach der Reformation  | | 120061          |
| weitere Bilder                                   | St. Hallvard Kloster und Kirche                                                                       | Gamle Oslo Karte                      | Bauwerk: Kloster                                | 20. Jh.               | | 126969          |
| BW                                               | Steinbruch (norw.: Steinbrudd)                                                                        | Gamle Oslo Karte                      | archäologisches Denkmal: Industrielle Anlage    | nach der Reformation  | Denkmalschutz unklar | 134198          |
| BW                                               | Kongshavn Grotte                                                                                      | Gamle Oslo Karte                      | archäologisches Denkmal: Höhle                  | unbestimmt            | steht nicht unter Denkmalschutz | 134987          |
| BW                                               | Dianasweg auf Bleikøya                                                                                | Gamle Oslo Karte                      | archäologisches Denkmal: Steinbruch             | Mittelalter           | | 145355          |

- Karte mit allen Koordinaten:
- OSM |
- WikiMap